# Xysticus mundulus
Xysticus mundulus là một loài nhện trong họ Thomisidae.
Loài này thuộc chi Xysticus. Xysticus mundulus được Octavius Pickard-Cambridge miêu tả năm 1885.